# شيري روبرتسون
شيري روبرتسون (بالإنجليزية: Sherry Robertson)‏ هو مدرب كرة القاعدة ‏ أمريكي، ولد في 1919 في مونتريال في كندا، وتوفي في 23 أكتوبر 1970 في Houghton, South Dakota ‏ في الولايات المتحدة.

## وصلات خارجية
- شيري روبرتسون على موقعبيزبول رفرنس.كوم (الدوري الرئيسي) (الإنجليزية)
- شيري روبرتسون على موقعبيزبول رفرنس.كوم (الدوري الثانوي) (الإنجليزية)